# Morinda lacunosa
Morinda lacunosa är en måreväxtart som beskrevs av George King och James Sykes Gamble. Morinda lacunosa ingår i släktet Morinda och familjen måreväxter. Inga underarter finns listade i Catalogue of Life.